# سوبالایا
سوبالایا (به انگلیسی: Subalaya) یک شهرک در هند است که در بخش سوبارناپور واقع شده‌است. سوبالایا ۳٫۳۲۹۵۰ کیلومتر مربع مساحت دارد.